# 川斯發格拉山公路
川斯發格拉山公路（羅馬尼亞語：Transfăgărăşan）是羅馬尼亞的一條公路，也是羅馬尼亞海拔高度最高的公路，連接了特蘭西瓦尼亞地區的錫比烏和瓦拉幾亞地區的皮特什蒂。羅馬尼亞最長的公路隧道（全長884米）亦位於這裡。每年10月至翌年6月，這條公路因積雪而關閉。